# Misono
misono（日语：みその，1984年10月13日—）是日本前女歌手，京都府京都市伏見區出身。本名神田美苑，是.女歌手倖田來未的親生妹妹，因此她偶爾也會以「倖田misono」的名字自稱。隸屬於avex，misono原為流行音樂樂團近未來（Day After Tomorrow）的主唱兼作詞，樂團解散後於2006年起以個人身分進行音樂活動，並活躍於日本各大電視台的綜藝節目中。

## 個人經歷
misono曾就讀以培育出安室奈美惠、SPEED、山田優等知名藝人著名的沖繩演藝學校，並參加過由校內學生組成的演藝團體「B.B.WAVES」。
2002年8月7日，misono以「近未來」成員的身分出道，該樂團曾是avex的重點新人。2005年8月，近未來宣布「活動休止」，樂團解散。經過一年的空窗期，misono在2006年3月29日發行首張個人單曲，開始個人的音樂活動，並在2009年與其姊倖田來未以「倖田來未×misono」的名義共同發行單曲。
此外，misono自2007年11月起，開始參加富士電視台猜謎節目《QUIZ!HEXAGON II》，並成為固定班底之一，此後便開始活躍於日本各大電視台的綜藝節目。
出道以、愛貝克思管理に所属していたが、2018年10月31日付をもって専属契約滿終了。

## 音樂作品

### 單曲
| #    | 發行日（日本） | 名稱                               | 日文原名 |
| ---- | -------------- | ---------------------------------- | -------- |
| 1st  | 2006年3月29日  | 《VS》                             |          |
| 2nd  | 2006年5月10日  | 《個人授業》                       |          |
| 3rd  | 2006年7月12日  | 《Speedrive》                      |          |
| 4th  | 2006年11月1日  | 《Lovely ♡ Cat's Eye》             |          |
| 5th  | 2007年2月7日   | 《Hot Time/A. 〜answer〜》         |          |
| 6th  | 2007年5月16日  | 《Pochi》                          |          |
| 7th  | 2007年9月12日  | 《挫折地點》                       |          |
| 8th  | 2007年11月14日 | 《十人十色》                       |          |
| 9th  | 2008年1月30日  | 《夢幻期限》                       |          |
| 10th | 2008年6月25日  | 《二人三腳》                       |          |
| 11th | 2008年10月29日 | 《家族之日/油蟬♀(大阪版)-鋼琴版-》 |          |
| 12th | 2009年2月25日  | 《球魂〜幹勁・元氣・樹根/?cm       |          |
| 13th | 2009年6月10日  | 《end=START/終點〜在你的臂彎〜》   | =        |
| 14th | 2009年9月23日  | 《福星小子的主題曲 -拉姆的情歌-》  |          |
| 15th | 2009年11月25日 | 《我的色彩/我們的風格》            |          |
| 16th | 2010年5月5日   | 《「…喜歡×××」/0點前的灰姑娘》     |          |
| 17th | 2012年2月15日  |                                    |          |
| 18th | 2012年11月7日  |                                    |          |

### 錄音室專輯
| #   | 發行日（日本） | 名稱           |
| --- | -------------- | -------------- |
| 1st | 2007年2月28日  | 《never+land》 |
| 2nd | 2008年7月16日  | 《生-say-》    |
| 3rd | 2010年6月30日  | 《Me》         |

| 4th | 2014年9月20日 | 《家-ウチ-※アルバムが1万枚売れなかったら misonoはもうCDを発売できません。》 |

### 精選集
1. 《Tales with misono-BEST-》（2009年6月10日發行）

### 翻唱專輯
| #   | 發行日（日本） | 名稱              |
| --- | -------------- | ----------------- |
| 1st | 2009年9月23日  | 《COVER ALBUM》   |
| 2nd | 2010年1月27日  | 《COVER ALBUM 2》 |

## 演出作品

### 電視節目
準固定班底
- QUIZ!HEXAGON II（富士電視台，2007年11月28日—）
- 男女糾察隊（朝日電視台，2008年—）
- 冒險Tutorial（關西電視台製作，2009年5月—）

過去
- 驚奇世界HOW MUCH（TBS系，2007年）
- Omoiikiri DON!（日本電視台，2009年、2010年）
- DON!（日本電視台，2010年）

### 電影
- Obachan Chips（2007年1月27日上映）
- The Harimaya Bridge（2009年6月13日上映）

### DVD
- 【R-女子】misono meets Beauty（2007年11月24日發售）
- Tales of Festival 2009

### 廣播
- ゴチャ・まぜっ!金スペ（MBS廣播）
- ゴチャ・まぜっ!火曜日 ※已結束
- MOVIE☆ON!毎週水曜 24：20〜24：35
- 脳misoknow! 日曜 20:00~20:30 （bayfm78）

### 舞台劇
- 美味學院（2007年5月16日〜20日，青山劇場）

### 電視劇
- 音女（2008年4月14日〜17日，朝日電視台）
- 恋爱小说家·伊崎龙之介（2009年7月〜9月，朝日電視台）飾演miko
- 東京DOGS（2009年11月16日，富士電視台）

### 廣告代言
- 小僧壽CHAIN（幼年時期出演）
- 『ICE BOX』森永製菓（2003年）
- 『交響曲傳奇〜任天堂GameCube用』Namco（2003年）
- 『kissmark』（2002-2003年）
- 株式会社AIM（2009年）

### 其他歌手的音樂錄音帶
- 「喜歡，喜歡，喜歡。/唯有你」/倖田來未（2010年）

## 外部連結
- misono OFFICIAL WEBSITE （页面存档备份，存于）
- -  - 新網誌
- http://ameblo.jp/blog-misono （页面存档备份，存于） - 舊網誌（架設於ameblo）
- 倖田來未×misono Official Site